# Satz von Poincaré-Birkhoff
Der Satz von Poincaré-Birkhoff (auch Poincarés letzter Satz oder Geometrischer Satz von Poincaré genannt) ist ein Lehrsatz aus der symplektischen Geometrie und Theorie dynamischer Systeme über die Existenz von Fixpunkten für flächenerhaltende Abbildungen. Er besagt, dass eine flächenerhaltende Abbildung eines Kreisrings, welche die beiden Randkomponenten in unterschiedliche Richtungen dreht, mindestens zwei Fixpunkte haben muss.
Gelegentlich wird auch eine Folgerung als Poincaré-Birkhoff-Theorem bezeichnet. Sie besagt, dass bei der Störung eines dynamischen Systems mit invarianten Tori rationaler Windungszahl eine gerade Anzahl von Fixpunkten der Poincaré-Abbildung erhalten bleibt.
Zu den höher-dimensionalen Verallgemeinerungen des Satzes von Poincaré-Birkhoff gehört die mittels Floer-Homologie bewiesene Arnold-Vermutung.

## Satz
Seien {\displaystyle a,b\in \mathbb {R} ^{+}} mit {\displaystyle a<b} und sei {\displaystyle R} der Kreisring
{\displaystyle R=\left\{(x,y)\colon (x,y)\in \mathbb {R} ^{2},a\leq {\sqrt {x^{2}+y^{2}}}\leq b\right\}.}
Sei in Polarkoordinaten eine Abbildung {\displaystyle \Phi \colon R\to R,(r,\theta )\to (\phi (r,\theta ),\psi (r,\theta ))} gegeben, für die gilt
- {\displaystyle \Phi } ist flächentreu,
- {\displaystyle \phi (a,\theta )=a,\phi (b,\theta )=b} für alle {\displaystyle \theta },
- {\displaystyle \psi (a,\theta )<\theta ,\psi (b,\theta )>\theta } für alle {\displaystyle \theta }.

Dann hat {\displaystyle \Phi } mindestens zwei Fixpunkte.